# Seedfeeder
 (octobre 2020).
Seedfeeder est le pseudonyme d'un illustrateur connu pour sa contribution à des dessins explicitement sexuels sur Wikipédia. Entre 2008 et 2012, l'artiste crée 48 représentations de divers actes sexuels.
Les illustrations de Seedfeeder suscitent des réactions négatives et positives : certains éditeurs de Wikipédia prétendent qu'elles contiennent des nuances racistes et sexistes, tandis qu'Andy Cush, du blog Gawker, le désigne comme « le plus grand artiste de Wikipédia des actes sexuels ». Le chroniqueur d'Artnet, Paddy Johnson, classe le travail de Seedfeeder parmi les « 10 meilleures œuvres artistiques numériques de 2014 ».
Seedfeeder quitte le projet Wikipédia en juin 2012, laissant une illustration d'une femme soufflant un baiser pour signifier son départ.

## Œuvres

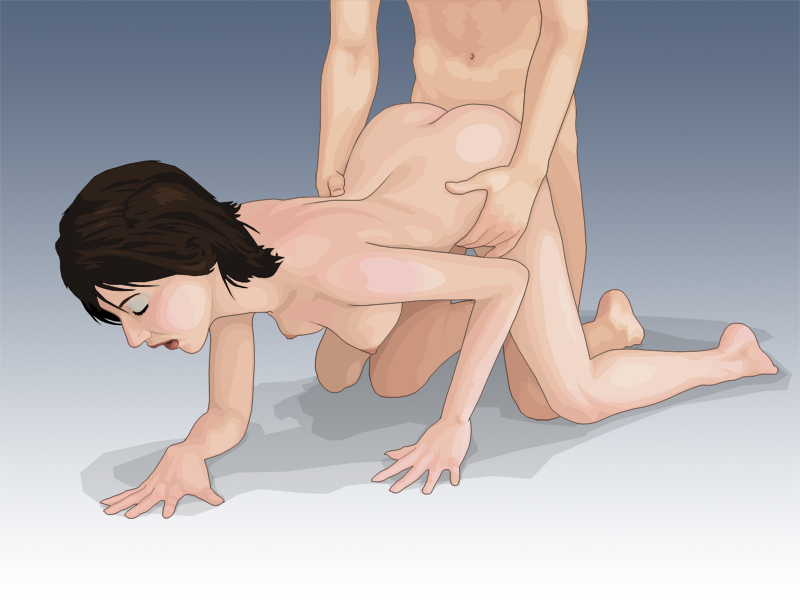
Illustration de la levrette, Seedfeeder, 2010.

Seedfeeder contribue à 48 dessins de divers actes sexuels pour 35 articles de la Wikipédia en anglais ;  ceux-ci ont également été utilisés dans d'autres éditions linguistiques de Wikipédia, dont la Wikipédia en français. Ils sont disponibles librement pour adaptation et réutilisation sous les conditions d'une licence Creative Commons ou bien dans le domaine public. Les illustrations sont des images vectorielles avec des dégradés de couleurs et des arrière-plans neutres ;  Seedfeeder affirme qu'il n'a pas les compétences nécessaires pour créer des arrière-plans complexes. Seedfeeder déclare également qu'il est influencé par le style simplifié des consignes de sécurité aérienne destinées aux voyageurs.

## Réception critique

### Réactions générales
Les images de Seedfeeder obtiennent une couverture médiatique dans de nombreuses langues et publications. En 2014, le blog Gawker de Andy Cush publie un article sur les « dessins francs et graphiques » de Seedfeeder adjoint à une galerie titrée « The Best of Seedfeeder, Wikipedia's Greatest Sex Illustrator », qu'il a décrit comme une collection des « plus grandes œuvres » de l'artiste. Cush surnomme Seedfeeder « le plus grand artiste de Wikipédia des actes sexuels » et juge son travail « remarquable » et « aussi frappant que le thème ». Cyriaque Lamar de Cracked.com juge les images « hilarantes » et les compare aux brochures de consignes de sécurité aérienne. Lamar reconnaît leur valeur éducative, mais critique leur caractère trop pornographique par rapport à l'ambition pédagogique. L'article de Cracked.com inclut une galerie des six « illustrations les plus terrifiantes de Wikipédia ».
Dans Le Huffington Post, Andres Jauregui déclare que les illustrations sont « tout sauf timides » et que « en représentant d'une manière presque didactique des actes intenses de copulation, les dessins de Seedfeeder ont un effet normalisant sur des pratiques intimes que certains pourraient considérer comme taboues ». Il écrit que les actes sexuels illustrés par Seedfeeder « ne sont pas bizarres, mais que le style plastique et détaché dans lequel elles sont représentées les rend bizarrement factuelles, à l'identique des brochures de sécurité aérienne qui auraient inspiré l'auteur ». Il écrit également que « Certains ne considéreront pas cela comme de l'art, mais ce n'est pas non plus du porno. Les dessins sont éducatifs, mais ils servent un but au-delà de l'illustration. ». Le chroniqueur d'Artnet, Paddy Johnson, classe le travail de Seedfeeder parmi les « 10 meilleures œuvres d'art numériques de 2014 ».

### Réactions négatives
Les dessins de Seedfeeder suscitent également la controverse. Certains contributeurs de Wikipédia y perçoivent des nuances racistes et sexistes, ce qui entraîne la suppression d'images sur certains projets Wikimédia anglophones. Une image de 2008 montrant un homme noir éjaculant sur le visage d'une femme blanche provoque des critiques, certains utilisateurs affirmant que l'image est raciste et encourage la violence contre les femmes.
Aux contributeurs qui proposent des articles sur les actes sexuels sans images d'illustration, Seefeeder répond : « Je soutiens le point de vue philosophique que chaque article de Wikipédia devrait être associé à toutes les formes de médias disponibles. Images, audio et vidéo. Tous les articles, sans exception. Ainsi, tout argument fondé sur « une image n'est pas nécessaire » n'a absolument aucune valeur. Aucune ».
Dans une interview pour le site NaTemat, le sexologue polonais Andrzej Depko (pl) défend ces images, expliquant que les images d'activité sexuelle n'ont rien de nouveau et que les gens ne devraient pas être offensés par le sexe.
Seedfeeder répond également aux critiques selon lesquelles les enfants pourraient découvrir ses illustrations : « si vos enfants recherchent activement ce genre de sujets... c'est parce qu'ils en ont déjà une petite idée... et qu'ils se sentent prêts à en savoir plus. ».